# Lanistes neavei
Lanistes neavei é uma espécie de gastrópode  da família Ampullaridae.
Pode ser encontrada nos seguintes países: República Democrática do Congo e Zâmbia.